# Lenny Abrahamson
Pour les articles homonymes, voir Abrahamson.
Lenny Abrahamson est un réalisateur irlandais, né le 30 novembre 1966 à Dublin. Il est connu pour ses films tels que Frank et Room.

## Biographie
Lenny Abrahamson naît à Dublin en Irlande. À la vingtaine, il remporte une bourse d'études pour l'Université de Stanford. Toutefois, il échoue et décide de retourner en Irlande. Durant cette periode, il dirige des spot publicitaires pour la marque de bière Carlsberg.
Abrahamson réalise son premier film en 2004. Intitulé Adam & Paul, une comédie noire sur des drogués prenant de l’héroïne. Mais c'est en 2007 que le réalisateur irlandais se fait connaitre avec Garage, mettant en scène Pat Shortt qui travaille dans une station service dans l'Irlande rurale. Ses deux premières réalisations sont récompensées d'un IFTA, l'équivalent des Césars en Irlande. En 2012, Abrahamson sort son troisième film, nommé What Richard Did, plus grand succès irlandais de l'année et qui est récompensé d'un IFTA. 
Deux ans plus tard, il revient avec Frank. Ce film est un biopic sur l'artiste Frank Sidebottom, interprété par Michael Fassbender. En 2015, Abrahamson réalise Room, adaptation du roman de Emma Donoghue, avec Brie Larson.
En octobre 2018, lors du 62e Festival du film de Londres, il préside le jury.

## Filmographie

### Cinéma
- 2004 : Adam & Paul
- 2007 : Garage
- 2012 : What Richard Did
- 2014 : Frank
- 2015 : Room
- 2018 : The Little Stranger

### Télévision
- 2007 : Prosperty
- 2016 : Chance - Saison 1, épisodes 1 et 2
- depuis 2020 : Normal People

## Distinctions

### Récompenses
- 2004 : Irish Film and Television Awards : Meilleur réalisateur pour Adam & Paul
- 2007 : Irish Film and Television Awards : Meilleur réalisateur pour Garage
- 2007 : Irish Film and Television Awards : Meilleur réalisateur pour une série télévisée pour Prosperty
- 2012 : Irish Film and Television Awards : Meilleur réalisateur pour What Richard Did

### Nominations
- 2007 : Festival de Cannes : Prix Art Cinema Award pour Garage
- 2015 : Oscars du cinéma : meilleur réalisateur pour Room